# 清泉女子大学
清泉女子大学（せいせんじょしだいがく、英語: Seisen University）は、東京都品川区東五反田三丁目16番21号に本部を置く日本の私立大学。1938年創立、1950年大学設置。

## 概観

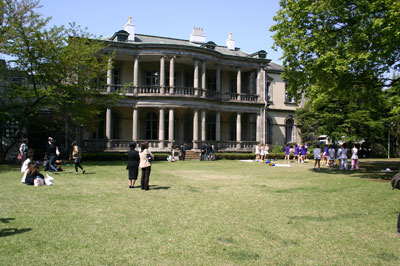
本館（2005年4月）

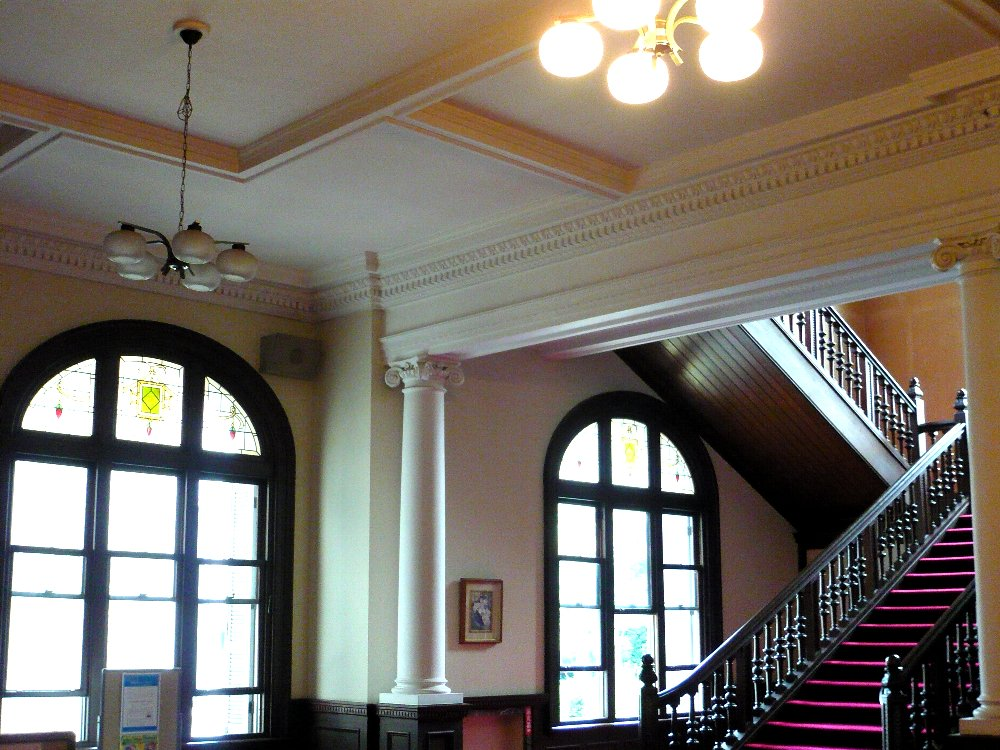
本館の内部

### 大学全体
聖心侍女修道会を設立母体とし、1950年、4年制女子大学として創立。キリスト教ヒューマニズムを建学精神とし、少人数教育を実践。学生一人ひとりの積極的な授業参加により、人を思いやり、コミュニケーションを通じ豊かな人間性を自然と身につけていける配慮をしている。また、少人数教育から人格的触れ合いを通じ、自分で考え決断することができる女性を育てる教育を目指し、さらに自国と他国の文化を学ぶ事から、地球市民として他者を愛する優しさを持った人間性を育てる教育を実践。

### 建学の精神（校訓・理念・学是）
建学の精神はキリスト教ヒューマニズムにある。建学の精神達成のため、「まことの知・まことの愛」（VERITAS et CARITAS）の追究を理念とし、人間は尊厳のあるものとして創られているとの確信に基づき、研究教育を通して真理を求め、自己の主体性の確立に努めると共に広く他者の人間性を尊重し、もって人間と世界の本来の価値の実現に努めることが理念。

## 沿革

### 略歴
設立母体である聖心侍女修道会は、創立者ラファエラ・マリア・ポラスと姉により、1877年にマドリードで誕生。
1934年（昭和9年）、エルネスティナ・ラマリョほか3名の聖心侍女修道会の修道女が、マルセイユより来日。修道会の使徒活動は、高等女学校の卒業生を対象とする学校の開設と、黙想会や静修会の集いから始まる。1935年（昭和10年）4月、東京府東京市麻布区三河台町（現・東京都港区六本木）の旧志賀直哉邸に前身となる高等女学校卒業者対象の清泉寮学院が創立。1941年（昭和16年）、清泉寮学院を文科と家政科に分け、各科定員60名、修業年限2年の女子高等教育機関とする。1944年（昭和19年）、太平洋戦争勃発のため休校を余儀なくされ、翌1945年（昭和20年）には空襲により校舎が全焼。
戦後1950年（昭和25年）、学制改革に伴う学校教育法制定に従い、神奈川県横須賀市に国文学科、英文学科よりなる文学部単科4年制女子大学として設立。 戦後GHQ管理下で駐留軍将校宿舎として使用されていた旧島津公爵邸を、接収解除後1961年（昭和36年）、日本銀行から土地・建物を購入。1962年（昭和37年）、大学を東京都品川区へ移転。

### 年表
- 1950年（昭和25年）- 神奈川県横須賀市に開学。当時は文学部国文学科、英文学科よりなる4年制女子大学であった。
- 1953年（昭和28年）- 英文別科を設置。
- 1961年（昭和36年）- スペイン語スペイン文学科を設置。
- 1962年（昭和37年）- 現在地に移転。
- 1963年（昭和38年）- キリスト教文化学科を設置。
- 1973年（昭和48年）- 学校法人清泉女学院から独立[1]
- 1978年（昭和53年）- 人文科学研究所を開設。
- 1986年（昭和61年）- 英文別科を英語短期課程へ改称。
- 1989年（平成元年）- 神奈川県川崎市宮前区に宮前平キャンパスを開設。
- 1992年（平成4年）- キリスト教文化研究所を開設。
- 1993年（平成5年）- キリスト教文化学科を文化史学科へ改組。大学院人文科学研究科（言語文化専攻修士課程）を設置。
- 1994年（平成6年）- 英文学科を英語英文学科へ改称。大学院人文科学研究科に思想文化専攻修士課程を設置。
- 1996年（平成8年）- 大学院人文科学研究科（人文学専攻博士課程）設置。
- 1997年（平成9年）- 国文学科を日本語日本文学科へ改称。
- 1999年（平成11年）- 英語短期課程の学生募集を停止。
- 2001年（平成13年）- 地球市民学科設置。
- 2002年（平成14年）- 清泉女子大学言語教育研究所発足。
- 2005年（平成17年）- 大学院人文科学研究科に地球市民学専攻修士課程を設置。
- 2006年（平成18年）- 宮前平キャンパスを廃止。
- 2025年（令和7年）- 文学部を改組し、総合文化学部総合文化学科と地球市民学部地球市民学科を開設予定。

## 基礎データ

### 所在地
- 品川キャンパス：東京都品川区東五反田三丁目16-21

### 象徴
校章は、全体の輪郭に楯の形とし、「正しさ」を表す。また、その中には百合の花を、清泉（Seisen）の頭文字「S」字型にしてあしらわれ、意味は「清さ」を表す。さらに、キリストの聖心によって「神の愛」を表し、その聖心を囲む鎖によって神の子としての「人間の相互愛と共同体意識」を示す。
大学歌は、清泉女子大学の前身である清泉寮学院の開設に尽力した吉田茂の前妻・吉田雪子が、作詞については歌人であり文学者である佐佐木信綱に、作曲は女子学習院で音楽を担当していた松島彜に依頼し、1936年（昭和11年）に制作された。

## 教育および研究

### 組織

#### 学部
2025年入学生から
- 総合文化学部
  - 総合文化学科
    - 日本文化領域
    - 国際文化領域
    - 文化史領域
- 地球市民学部
  - 地球市民学科
    - 地域共生領域
    - ソーシャルデザイン領域

2024年入学生まで
- 文学部
  - 日本語日本文学科
  - 英語英文学科
  - スペイン語スペイン文学科
  - 文化史学科
  - 地球市民学科

#### 研究科
- 人文科学研究科
  - 言語文化専攻（修士課程）
  - 思想文化専攻（修士課程）
  - 地球市民学専攻（修士課程）
  - 人文学専攻（博士課程）

#### 附属機関
- 付属研究所
  - 人文科学研究所
  - キリスト教文化研究所
  - 言語教育研究所
- 附属機関
  - カトリックセンター
  - 国際交流センター
  - ボランティアセンター
  - 図書館
  - 生涯学習センター
  - 情報環境センター
  - ウエルネスセンター

## 学生生活

### 部活動・クラブ活動・サークル活動
委員会（3団体）・体育会（10団体）・文化会（21団体）・愛好会（2団体）が存在する。

### 学祭
学園祭は「清泉祭」と呼ばれ、毎年秋頃（11月頃）に開催される。春期は新入生歓迎のイベントとして「ガーデンパーティ」が開かれる。

### 学内奨学金
- 清泉女子大学奨学金
- 清泉女子大学維持発展協力会奨学金
- 清泉女子大学泉会奨学金
- エルネスティナ・ラマリョ記念奨学金
- 国際交流基金留学生奨学金
- 国際交流基金外国人留学生奨学金
- 外国人留学生納付金減免制度
- 中島太郎教授記念奨学金

## 大学関係者と組織

### 大学関係者組織
同窓会は「麗泉会」と称し、卒業生、別科（英文別科・英語短期課程）卒業生、中途退学者および旧専攻科に在籍した者を会員として構成。また「泉会」と称する保護者組織が、学生生活のあらゆる側面からの支援を行う。

### 大学関係者一覧
- 清泉女子大学の人物一覧

## 施設

### キャンパス
島津山の上に所在する品川キャンパスのみを保有している。1989年（平成元年）、神奈川県川崎市宮前区に体育施設として宮前平キャンパスが新設されたが、2005年度をもって閉鎖された。
本館として使われている建物は、大正時代に島津公爵邸としてイギリス人建築家ジョサイア・コンドルにより設計されたイタリアルネサンス風の西洋館。2012年（平成24年）3月21日、東京都指定有形文化財として指定された。指定名称は「旧島津公爵家袖ヶ崎本邸洋館（清泉女子大学本館）」。2019年（令和元年）12月27日、3号館として使用されている事務所と共に、国の重要文化財に指定された。指定名称は「旧島津家本邸 本館及び事務所」。
キャンパス内にフウの木が植栽されており、これは旧仙台藩の藩邸時代から島津公爵邸の時代を経て今日に至る。

## 対外関係

### 姉妹校
- 清泉大学
- 清泉大学短期大学部
- 長野清泉女学院中学校・高等学校
- 清泉女学院中学校・高等学校
- 清泉小学校
- 清泉インターナショナル学園

### 他大学
- 日本カトリック大学連盟
- 鎌倉女子大学 - 教職課程などに関する協定を結んでいる。